# 北多塞特 (英國國會選區)
北多塞特（英語：North Dorset），英國國會一郡選區，位於英格蘭西南部多塞特郡北部，包括北多塞特全部和東多塞特大部。
創設於1885年，1950年後一直支持保守黨。2010年大選中自1997年以來任下議院議員的羅伯特·沃克以51.1%選票成功連任。